# Malangan (Tulung)
Malangan is een bestuurslaag in het regentschap Klaten van de provincie Midden-Java, Indonesië. Malangan telt 3237 inwoners (volkstelling 2010).